# Багахангай
Багахангай (монг. Багахангай) — отдаленный район столицы Монголии — города Улан-Батора, фактически — поселок городского типа при железнодорожной станции. Багахангай расположен в Центральной провинции в 90 км по дороге с твердым покрытием и в 107 км по железной дороге к востоку от столицы Монголии Улан-Батора на высоте 1614 м над уровнем моря.

## Население и площадь
Новейшая история Багахангайского района началась 08 декабря 1989 года, когда Багахангайскому народному комитету Великого Хурала МНР были переданы советской стороной последние объекты военно-авиационной базы Мааньт (аэродром и авиационный гарнизон Манита).
Население на 2009 год — 3 тыс. человек, в 2011 году достигло 3 864 человек и 1045 домохозяйств,, прирост населения составляет 5,2 % в год. В населении Багахангай преобладает молодежь — количество молодых людей в возрасте 0-18 лет составляет 58 % от общей численности населения. Большинство жителей живут в юртах (гэр) на окраинах и в многоэтажках советского периода в центре.
Площадь Багахангай — 140 км², большая часть ее не застроена. В 1992 году Багахангайским народным комитетом Багахангайский район города Улан-Батор был расширен и разделен на две административно-территориальных единицы хороо (подрайона), № 1 (монг. Нэгдүгээр хороо, «Первый») и № 2 (монг. Хоёрдугаар хороо, «Второй»).

## Здравоохранение, образование и культура
В Багахангай расположены две больницы — на железнодорожной станции и в бывшем авиационном гарнизоне, рассчитанные на борьбу с неинфекционными и инфекционными заболеваниями, профилактику снижения заболеваемости и материнской смертности, а также лечения зубной полости рта.
В двух школах Багахангай с первого по одиннадцатый класс обучаются 590 детей, дошкольное образование обеспечивают три детских сада для детей 0-5 лет, в которых находятся 263 детей дошкольного возраста.
В Багахангай расположен Дворец культуры, в котором есть библиотека и кружки для разных возрастных групп по изучению пения, музыки, танцев и верховой езды.

## Водо-тепло снабжение и электрические сети
Обеспечение Багахангай питьевой водой, удовлетворяющей должным экологическим критериям, достигается 4 подземными скважинами с суточной мощностью добычи 3790 м³ пресной воды, двумя станциями водоподготовки и железобетонным накопительным резервуаром объемом 500 м³. Багахангай располагает 1608 метрами канализационных линий, по которым на очистку отводятся сточные воды объемом 3264 м³.
Снабжение потребителей жилого сектора теплом обеспечивается двумя угольными котельными с котлами КВм-1,74К.
Багахангай подключен к централизованной энергосистеме через две подстанции мощностью 1600 кВт.

## Промышленность
Градообразующие предприятия — мясокомбинат и железнодорожная станция на Трансмонгольской железной дороге в месте ответвления от нее железнодорожной ветки на Багануур (еще один удаленный район Улан-Батора).
В общей сложности в Багахангай расположены 50 предприятий и организаций, с которых идут налоговые отчисления в общегосударственный и местный бюджет. Мясоперерабатывающий завод в Багахангай, построенный в 1994 году на инвестиции из Финляндии, производит 300 тонн колбасных изделий, перерабатывает 500 тонн замороженного мяса и содержит мастерские для первичной обработки кожи.
В Багахангай построен первый в Монголии полностью автоматизированный завод по переработке 10-12 тонн отработанного машинного масла, 10-15 тонн изношенных автомобильных шин и других отходов пластмассы и производству 7-8 тонн дизельного топлива и бензина стандарта «Евро-4» в сутки. Персонал фабрики состоит из двух инженеров и более 30 сотрудников.

## Транспорт и связь
Багахангай расположен на шоссе Улан-Батор — Пекин, в 50 км от Налайха и 80 км от центра Улан-Батора.
В Багахангае располагается железнодорожная станция на Трансмонгольской железной дороге, через которую осуществляется грузовое и пассажирское сообщение в северном направлении с Улан-Батором, Улан-Удэ (Россия), в южном направлении с Чойром, Сайншандом и Пекином (Китай), а также Баганууром (на железнодорожной ветке).
Железнодорожная станция Багахангай расположена на 107 км на участке Улаан-Баатор — Замын-Уудэ — Багануур, через нее проходит 4,5-5,2 млн тонн транзитных грузов и 2,5 миллиона пассажиров в год. Железнодорожная узловая станция Багахангай была создана в 1977 году, обеспечивая движение поездов в трех направлениях — на Улан-Батор, Багануур и Замын-Уудэ. На станции Багахангай расположены три пути для грузовых и пассажирских поездов, вокзал и пассажирская платформа, здания технического обслуживания поездов и отдыха работников, депо маневрового локомотива, погрузочно-разгрузочная площадка и рампа для разгрузки угля.
В поселке расположен военный аэродром Мааньт (Манита) с 2,9-километровой взлетно-посадочной полосой и 36 ангарами, оставшийся со времен присутствия советских войск (Забайкальского военного округа) в Монголии, с 1990 года и по настоящее время не эксплуатируемый. Ангары шириной 12 м, длиной 28 м, высотой в самой верхней точке 8 м и объемом 2016 м³ использовались для хранения взрывчатки монгольской горнодобывающей компанией.
В Багахангай размещены базовые станции мобильной телефонной сети, проложен волоконно-оптический кабель для доступа к высокоскоростному Интернету, осуществляется вещание национальных телевизионных каналов и местного кабельного телевидения.